# Dubh af Skotland
Dubh mac Maíl Coluim (d. 967) var konge af Alba. I ældre historie kan hans navn være anglificeret som Duff, mens den moderne gæliske version er Dubh, noget som har betydningen mørk eller sort. Det kan være, at navnet Dubh var et epitet (karakteriserende tillægsord), eftersom manuskriptet Duan Albanach refererer til ham som Dubhoda dén, altså Dubod den voldelige eller den fremfusende. Han var søn af Máel Coluim mac Domnaill (Malcolm 1. af Skotland), og overtog tronen da Ildulb mac Causantín (Indulf af Skotland) blev dræbt i 962.